# Шопінек
Шопінек (пол. Szopinek) — село в Польщі, у гміні Замостя Замойського повіту Люблінського воєводства.
Населення — 747 осіб (2011).
У 1975-1998 роках село належало до Замойського воєводства.

## Демографія
Демографічна структура станом на 31 березня 2011 року:
|          | Загалом | Допрацездатний вік | Працездатний вік | Постпрацездатний вік |
| -------- | ------- | ------------------ | ---------------- | -------------------- |
| Чоловіки | 378     | 84                 | 262              | 32                   |
| Жінки    | 369     | 75                 | 231              | 63                   |
| Разом    | 747     | 159                | 493              | 95                   |